# Stor-Öratjärnen (Svegs socken, Härjedalen)
Stor-Öratjärnen är en sjö i Härjedalens kommun i Härjedalen och ingår i Ljusnans huvudavrinningsområde. Sjöns area är 0,022 kvadratkilometer och den befinner sig 493 meter över havet.